# Cinto de segurança

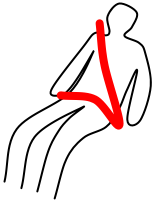
Use sempre o cinto de segurança.

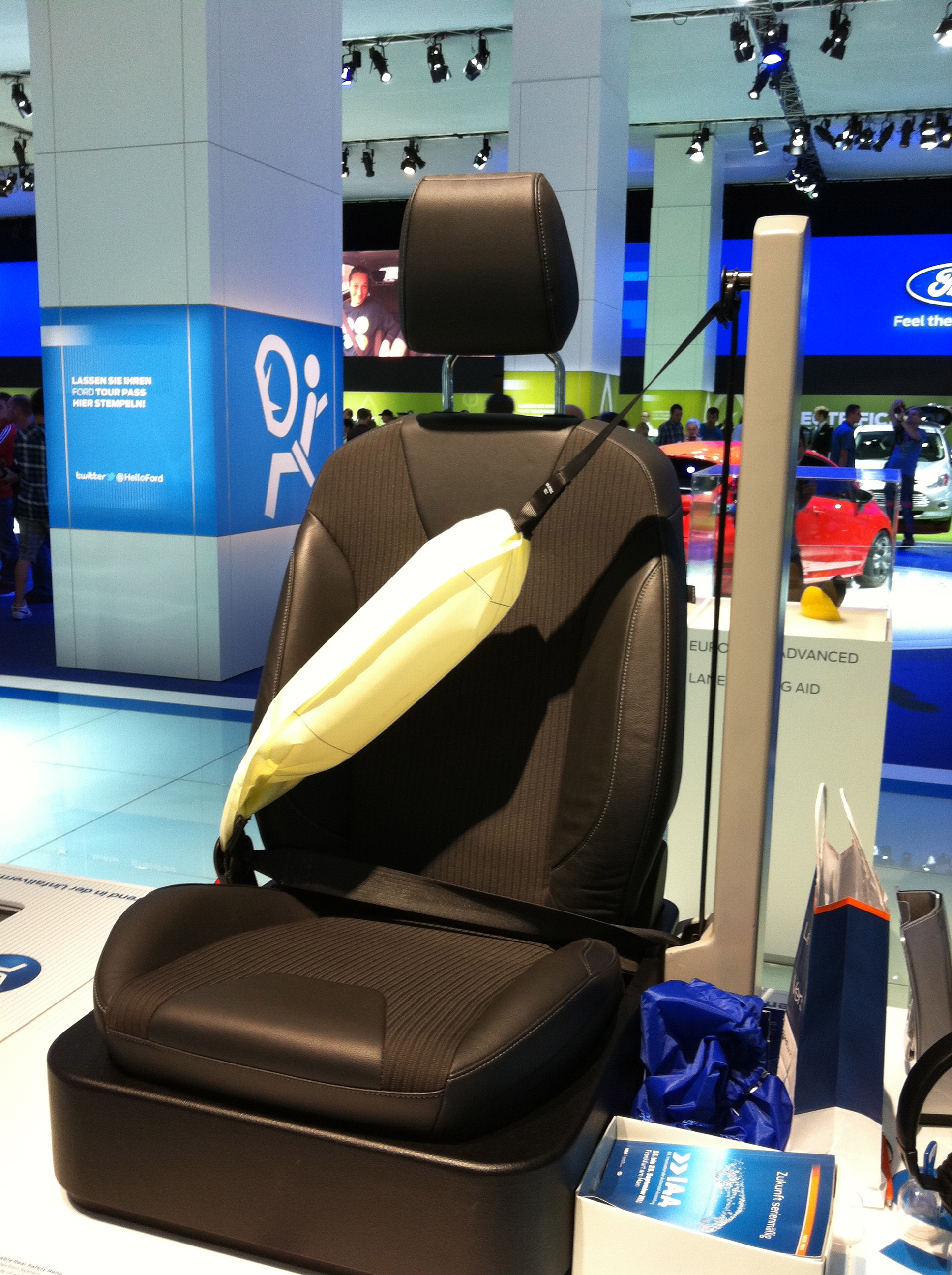
Cinto de segurança com airbag.

O cinto de segurança é um dispositivo de defesa dos ocupantes de um meio de transporte. Ele serve para, em caso de colisão, não permitir a projeção do passageiro para fora do veículo e nem que este bata a cabeça contra o para-brisas ou outras partes duras do veículo. O cinto de segurança é obrigatório em aviões e veículos com motores, exceto motos, em quase todos os países do mundo incluindo Portugal e Brasil.
Muitas pessoas não gostam de usar o cinto de segurança por achar que é incômodo ou por medo de ficar presas em caso de acidente. Mas o alto valor das multas para quem não usa cinto de segurança (hoje até 600 euros em Portugal, cerca de 180 reais no Brasil) incentiva o uso. Estatísticas demonstram que o uso do cinto de segurança reduz tanto a gravidade dos acidentes quanto a ocorrência de ferimentos, salvando a vida das pessoas.
Originalmente, os cintos de segurança envolviam apenas o abdômen do usuário, permitindo assim que o tronco fosse projetado para a frente no momento da desaceleração. Aperfeiçoados, os equipamentos modernos (chamados de cintos de segurança de três pontos) que cruzam o peito do usuário, proporcionando-lhe maior segurança. Contudo, no banco de trás da maioria dos veículos os cintos ainda são do modelo antigo - e por isso frequentemente são desprezados. Isto é um erro, porque em caso de acidente os ocupantes de trás sempre são projetados para a frente, ferindo-se e pondo em maior risco a integridade dos ocupantes dos assentos dianteiros.
Em certos modelos de automóveis modernos, uma campainha soa ininterruptamente enquanto os cintos de segurança não forem afivelados, obrigando os ocupantes do veículo a usá-los. Em outros, um mecanismo de correr montado ao longo do batente das portas afivela automaticamente os cintos assim que estas são fechadas.